# Щадилов, Игорь Владимирович
Игорь Владимирович Щадилов (род. 7 июня 1980, Москва) — российский хоккеист, защитник.

## Биография
Воспитанник московского «Динамо». Начал карьеру в 1996 году в составе фарм-клуба «Динамо», выступавшего в Высшей лиге. В 1998 году дебютировал в Суперлиге в основной команде «Динамо», после чего перешёл в «Крылья Советов». В следующем году на драфте НХЛ был выбран в 9 раунде под общим 249 номером клубом «Вашингтон Кэпиталз». В том же году Щадилов вернулся в «Динамо», в составе которого впоследствии стал чемпионом России.
В 2001 году перешёл в череповецкую «Северсталь», с которой через два года завоевал серебро российского первенства. С 2003 по 2005 год вновь выступал за «Динамо», где во второй раз стал чемпионом России. В 2005 году подписал контракт с казанским «Ак Барсом», с которым золото и серебро чемпионата России. В 2007 году заключил соглашение с уфимским «Салаватом Юлаевым», в составе которого в четвёртый раз в своей карьере стал чемпионом. Перед началом сезона 2009/10 Щадилов вернулся в Казань и в 2010 году стал обладателем Кубка Гагарина.
6 мая 2011 года в третий раз в своей карьере вернулся в «Динамо», подписав с клубом двухлетний контракт. В сезоне 2011/12 стал обладателями Кубка Гагарина, в 30 проведённых матчах набрав 5 (1+4) очков.

### В сборной
В составе сборной России Игорь Щадилов принимал участие в молодёжном чемпионате мира 2000 года, а также вызывался в главную команду страны для участия в матчах Еврохоккейтура.

## Достижения
- Обладатель Кубка Гагарина (3): 2010, 2012, 2013.
- Чемпион России (4): 2000, 2005, 2006, 2008.
- Серебряный призёр чемпионата России (2): 2003, 2007.
- Джентльмен года чемпионата России 2008.
- Серебряный призёр молодёжного чемпионата мира 2000.
- Обладатель Кубка европейских чемпионов 2007.

## Статистика
| Легенда | Легенда                    | Легенда | Легенда                   | Легенда | Легенда    |
| ------- | -------------------------- | ------- | ------------------------- | ------- | ---------- |
| И       | Количество проведённых игр | Штр     | Штрафное время            | +/−     | Плюс-минус |
| Г       | Голы                       | П       | Голевые передачи          | О       | Очки       |
| -       | Статистика неизвестна      | —       | Статистика не учитывалась |         |            |